# 김형규 (야구인)
김형규(1980년 9월 8일 ~ )은 전 KBO 리그 야구 선수의 외야수이다.

## 출신학교
- 청주기계공업고등학교